# Reichsmusikkammer
Reichsmusikkammer foi uma organização criada pela Alemanha nazista em 22 de setembro de 1933 para controlar as músicas e artistas que poderiam ser ouvidos na rádio pelo povo alemão. Também era responsável pelo incentivo de orquestras em locais de trabalho e praças. Era uma das sete organizações culturais criadas por Joseph Goebbels, com suas ações monitoradas pelo Ministério da Propaganda.